# Coprografie
Coprografie is een begrip uit de psychologie en de psychiatrie. Het betreft een symptoom dat onder andere wordt aangetroffen bij het syndroom van Gilles de la Tourette en houdt in dat men dwangmatig obscene woorden schrijft of obscene tekeningen maakt. Het begrip is verwant aan het meer algemene copropraxie.